# Milutin Milanković
Milutin Milanković (srbsky Милутин Миланковић, 28. května 1879, Dalj, Rakousko-Uhersko – 12. prosince 1958, Bělehrad, Jugoslávie) byl jugoslávský geofyzik srbské národnosti, známý svou teorií vlivu astronomických jevů (oběhu planet) na ozáření Země, vývoj klimatu a ledových dob (Milankovičovy cykly) a také návrhem novojuliánského kalendáře (tj. úpravy gregoriánského kalendáře).

## Život a dílo
Pocházel z městečka Dalj u Osijeku, tehdy v Zalitavsku, dnes v Chorvatsku. Absolvoval techniku ve Vídni (Technische Hochschule in Wien) jako stavební inženýr (1902) a získal doktorát technických věd (1904). Později pracoval ve Vídni ve firmě Adolf Baron Pittel Betonbau, kde budoval přehrady, mosty, viadukty, akvadukty z vyztuženého betonu po celém Rakousko-Uhersku. Na podzim 1909 mu bylo nabídnuto vedení katedry aplikované matematiky na univerzitě v Bělehradě a on se rozhodl soustředit se postupně na základní výzkum. Už od roku 1912 se jeho zájem soustředil na klima Země.
Přesidloval do Bělehradu v nepokojných dobách, kdy probíhaly balkánské války (1912–1913) a schylovalo se k první světové válce (1914–1918). Ta vypukla krátce poté, co se oženil, a pro něj to znamenalo, že byl rakousko-uherskou armádou internován v Nezideru a poté v Budapešti, kde mu však bylo dovoleno pracovat v knihovně maďarské Akademie věd. Toho využil k tomu, že pracoval na problematice pozemského klimatu a po válce (1920) mohl vydat na toto téma monografii s názvem Théorie mathématique des phénomènes thermiques produits par la radiation solaire (Matematická teorie tepelných jevů vyvolaných slunečním zářením).
V roce 1923 předložil synodě pravoslavných církví, která se konala v květnu v Konstantinopoli (Cařihradě, Istanbulu) svůj návrh Novojuliánského kalendářního cyklu přestupných roků, který je nejen dokonalejší než původní juliánský kalendář, ale také přesnější, než dnes nejužívanější cyklus gregoriánského kalendáře.
V roce 1927 byl Milanković pozván ke spolupráci na klimatologické příručce (Handbuch der Klimatologie) a na geofyzikální příručce (Handbuch der Geophysik). Klimatologická příručka, ke které napsal úvod s názvem Mathematische Klimalehre und astronomische Theorie der Klimaschwankungen (Matematické učení o podnebí a astronomická teorie změn klimatu), vyšla německy v roce 1930 a v roce 1939 byla přeložena do ruštiny. Pro příručku napsal Milankovič čtyři sekce vyjadřující jeho teorii sekulárního pohybu zemských pólů a jeho teorii glaciálních period (Milankovičových cyklů).
V roce 1941 se podařilo dokončit tisk jeho velké práce Kanon der Erdbestrahlung und seine Anwendung auf das Eiszeitenproblem (Princip oslunění Země a jeho aplikace na problém ledových dob) s 626 stránkami, kterou vydala Královská srbská akademie. Kniha byla vydána i anglicky pod titulem Canon of Insolation of the Ice-Age Problem v roce 1969. V 50. letech byla proti Milankovičově teorii vznesena řada námitek, ale konec 60. let a 70. léta přinesla poznatky z výzkumu hlubokomořských sedimentů, které tuto teorii potvrzují.